# Eliocle I
Eliocle I (in greco antico: Ἡλιοκλῆς?, Helioklēs; fl. 145-130 a.C.) è stato un sovrano del Regno greco-battriano, parente (figlio o fratello) e successore di Eucratide II, probabilmente l'ultimo re greco a regnare sulla Battria.

## Biografia
Secondo lo storico romano Marco Giuniano Giustino, Eucratide fu assassinato dal figlio e co-regnante, di cui Giustino non fa il nome. Il parricidio potrebbe aver portato all'instabilità, forse pure alla guerra civile, in seguito alla quale le province indiane del regno greco-battriano furono conquistate dal re indo-greco Menandro I.
Alcuni anni prima del 130 a.C. i popoli nomadi raccolti sotto denominazione di Yuezhi, detti dai cinesi Yueh-Chi (che avevano integrato tribù di stirpe tocaria) iniziarono l'invasione della Battria da nord e si ritiene che Eliocle sia morto durante questa invasione. Alcuni dettagli presenti nelle fonti cinesi testimoniano della continuità della civiltà battriana, per lo meno in alcune città ellenistiche, mentre il sistema agricolo battriano, ben organizzato ed efficiente, non ebbe una fine repentina.
Sebbene l'invasione degli Yuezhi segni la fine del regno greco-battriano, i Greci continuarono a governare l'India nord-occidentale fino alla fine del I secolo a.C., attraverso il regno indo-greco. Non è chiaro se la dinastia di Eucratide si estinse con la morte di Eliocle I o se i suoi famigliari migrarono a Oriente; molti successivi re indo-greci, tra cui Eliocle II, coniarono monete che potrebbero essere collegate a questa dinastia.